# Sonny Johansson
Sonny Johansson född 17 oktober 1948, är en före detta fotbollsspelare och fotbollstränare.
Inför säsongen 1968 kom han till Landskrona BoIS, där han spelade samtliga säsonger från 1968 till 1984 och har sedan dess varit en mycket firad person såväl för staden Landskrona som för klubben BoIS. "Kung Sune" är hela stadens smeknamn på honom. Han är den som har spelat flest matcher (638 st) för Landskrona BoIS genom tiderna.
Johansson gjorde 3 A-landskamper 1977, mot Danmark, Östtyskland samt mot Island då Sverige vann med 1-0 och han avgjorde med sitt enda landskampsmål. Men sina allra viktigaste mål gjorde han för Landskrona BoIS i kvalserien 1970, då han gjorde mål i både matcherna mot Sandvikens IF och Skövde AIK. Därmed förde han upp Landskrona BoIS till Allsvenskan för första gången sedan 1948/49. 
BoIS stannade kvar i Allsvenskan under tio år 1971-1980. Johansson var med och vann cupfinalen 1972 samt allsvenska bronsmedaljer både 1975 och 1976. Efter klubbens nedflyttning 1980 fortsatte Sonny ytterligare fyra säsonger tills knäna inte längre höll för elitfotboll. Totalt blev det 17 raka säsonger för Sonny i BoIS. Som anfallsspelare var han ganska ovanlig genom både sin längd och kraftiga storlek. Matchvikt låg på över 90 kg, vilket på 1970-talet var ovanligt för anfallare. Han hade ett mycket hårt skott, var mycket snabb och nickade utmärkt. Trots att han aldrig vann skytteligan är han den som gjort flest allsvenska mål totalt under 1970-talet (110 st).
Från säsongen 1985 blev han tränare, först i sin moderklubb BK Landora senare som en av tre tränare i Landskrona BoIS under ett år. Efter att bl.a. tränat Helsingborg Södra IF återkom han som ensam tränare 1997 - då BoIS för andra året i rad befann sig utanför svensk elitfotboll. Efter en dramatisk avslutande omgång lyckades Sonny i sista matchen att föra sitt lag upp från dåvarande division 2 södra - trots att man de första 21 omgångarna aldrig legat bättre än trea. 
I sista omgången besegrades Laholm hemma med 7-3 samtidigt som Halmia tappade poäng. Därmed gick klubben upp i topp, och återkom till svensk elitfotboll - dåvarande division 1 södra. Redan året efter, 1998, förde Sonny Landskrona BoIS till Allsvenskt kvalspel mot Trelleborgs FF, men där blev det stopp. År 1999 blev Sonnys sista år som tränare för BoIS och då lyckades han föra laget till den nya Superettan. På tre år som förste tränare lyckades alltså Johansson att ta Landskrona BoIS från en djup svacka till att vara ett topplag i näst högsta serien. 
Tränarkarriären fortsatte i mindre klubbar. Det blev en andra sejour i moderklubben BK Landora. Därefter fortsatte han i FK Besa och avslutningsvis i Billeberga GIF.

## Meriter
- Två allsvenska brons: 1975 och 1976.
- Svensk cupmästare: 1972.
- Cupfinal: 1976 och 1984.
- 243 matcher i Allsvenskan (110 mål).
- 638 matcher i Landskrona BoIS (klubbens meste spelare genom tiderna) och 310 mål.
- 3 A-landskamper (1 mål).

## Utmärkelser
Sonny Johansson belönades med Landskrona stads hedersmedalj år 2012. År 2022 fick Sonny en minnessten på Landskrona Walk of Fame.